# کریس کامنز
کریس کامنز (انگلیسی: Kris Commons؛ زادهٔ ۳۰ اوت ۱۹۸۳) ورزشکار اهل بریتانیا است.
از باشگاه‌هایی که در آن بازی کرده‌است می‌توان به باشگاه فوتبال دربی کانتی، باشگاه فوتبال استوک سیتی، باشگاه فوتبال سلتیک و باشگاه فوتبال ناتینگهام فارست اشاره کرد.
وی همچنین در تیم‌های ملی فوتبال اسکاتلند بازی کرده است.